# Aedes pulverulentus
Aedes pulverulentus är en tvåvingeart som beskrevs av Edwards 1922. Aedes pulverulentus ingår i släktet Aedes och familjen stickmyggor.
Artens utbredningsområde är Pakistan. Inga underarter finns listade i Catalogue of Life.